# Farkasok öröksége
A Farkasok öröksége (eredeti cím: Cold Blood Legacy) 2019-ben bemutatott francia–ukrán akcióthriller, melyet Frédéric Petitjean írt és rendezett. A főszerepben Jean Reno látható.

## Cselekmény
Henry visszavonult bérgyilkos. Körözése után elszigetelten él egy tó partján az Amerikai Egyesült Államok északi részén. Hamarosan befogad egy fiatal nőt, aki súlyos motoros szánbalesetet szenvedett a faháza közelében. Amint magához tér, kiderül, őt is körözik és valójában Charlynak hívják. Azért jött, hogy megbosszulja apját. Aki egyszer megtanult ölni, annak meg kell tanulnia megvédeni mást.

## Szereplők
| Szerep       | Színész          | Magyar hang[forrás?] |
| ------------ | ---------------- | -------------------- |
| Henry        | Jean Reno        | Berzsenyi Zoltán     |
| Charlie      | Sarah Lind       | Böhm Anita           |
| Kappa        | Joe Anderson     | Horváth Illés        |
| Malcolm      | David Gyasi      |                      |
| Davies       | Ihor Ciszkewycz  |                      |
| Brigleur     | François Guétary |                      |
| Mrs. Kessler | Samantha Bond    |                      |
| Sarah Gold   | Anna Butkevych   |                      |

## A film készítése
A forgatás 2018 februárjában kezdődött. Az egyes jelenetek felvételeire az ukrán Kárpátokban, valamint Kijevben, New Yorkban és Kanadában került sor.

## Fordítás
- Ez a szócikk részben vagy egészben  a   Cold Blood Legacy : La Mémoire du sang című francia Wikipédia-szócikk fordításán alapul.  Az eredeti cikk szerkesztőit annak laptörténete sorolja fel. Ez a jelzés csupán a megfogalmazás eredetét és a szerzői jogokat jelzi, nem szolgál a cikkben szereplő információk forrásmegjelöléseként.